# 현미경 슬라이드

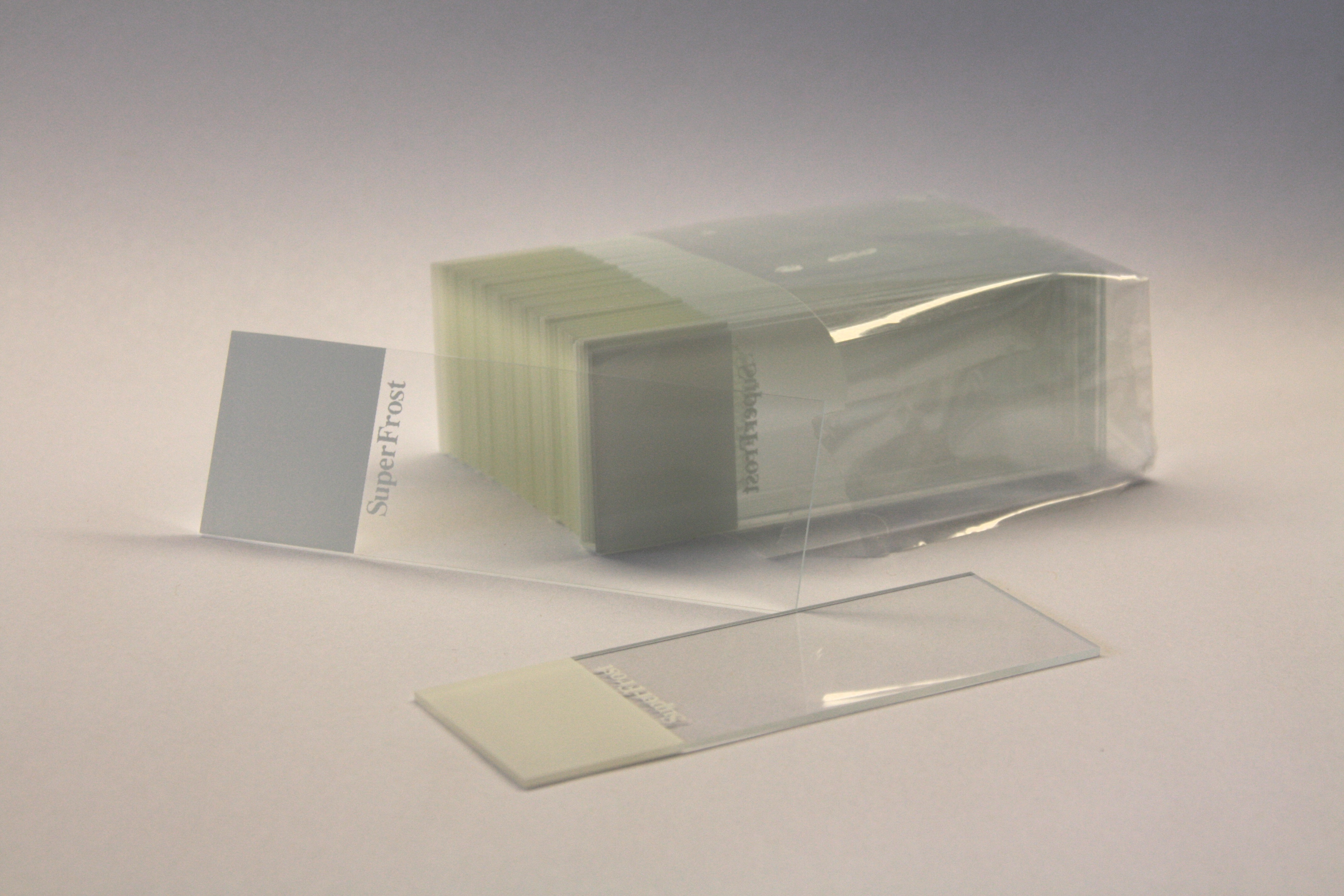
표준 75 x 25mm 현미경 슬라이드 세트이다. 흰색 영역에 글을 써서 슬라이드에 라벨을 붙일 수 있다.

현미경 슬라이드(microscope slide)는 일반적으로 75 x 26mm(3 x 1인치), 두께 약 1mm의 얇고 편평한 유리 조각으로, 현미경으로 검사할 물체를 고정하는 데 사용된다. 일반적으로 개체는 슬라이드에 장착(고정)된 다음 관찰을 위해 두 개체를 현미경에 함께 삽입한다. 이러한 배열을 통해 여러 개의 슬라이드 장착 개체를 현미경에 신속하게 삽입 및 제거하고 라벨을 붙이고 이동하고 적절한 슬라이드 케이스나 폴더 등에 저장할 수 있다.
현미경 슬라이드는 표본 위에 놓이는 더 작고 얇은 유리 시트인 커버 슬립 또는 커버 유리와 함께 사용되는 경우가 많다. 슬라이드는 슬라이드 클립, 슬라이드 클램프 또는 현미경 스테이지(자동/컴퓨터 작동 시스템 등)에서 슬라이드의 정확한 원격 이동을 달성하는 데 사용되는 크로스 테이블에 의해 현미경 스테이지의 제자리에 고정된다. 손가락으로 슬라이드하는 것은 오염의 위험이 있거나 정밀도가 부족하여 부적절하다.

## 역사
개념의 기원은 무대와 대물렌즈 사이의 틈으로 미끄러지는 투명한 운모 디스크 사이에 표본이 들어 있는 상아 또는 뼈 조각이었다. 이 "슬라이더"는 왕립현미경학회가 표준화된 유리 현미경 슬라이드를 도입할 때까지 빅토리아 시대 영국에서 인기가 있었다.

## 같이 보기
- 샬레